# Nilam Farooq

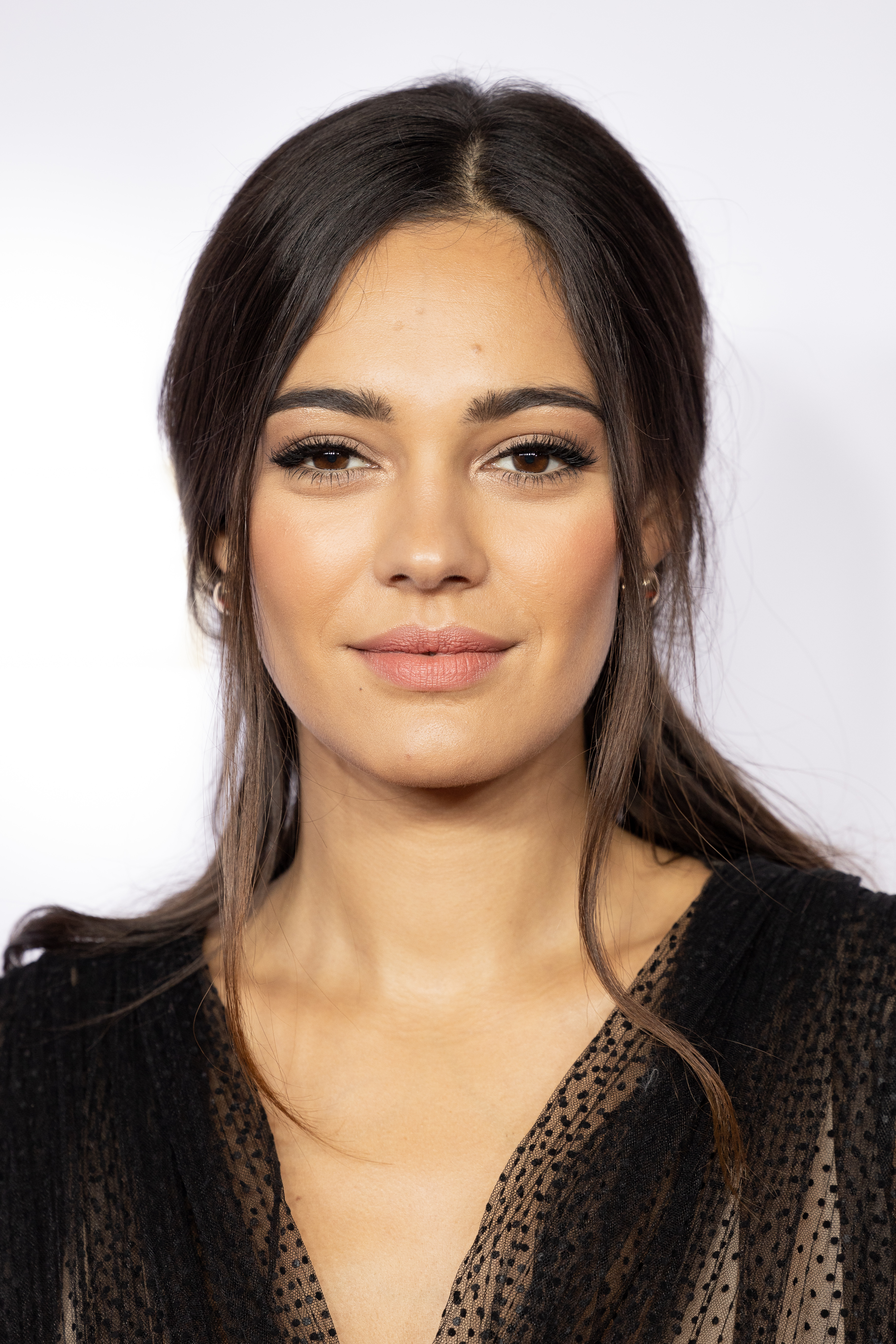
Nilam Farooq (2020)

Nilam Michaela Farooq (* 26. September 1989 in West-Berlin) ist eine deutsche Schauspielerin und ehemalige YouTuberin.

## Leben
Nilam Farooq ist die Tochter eines pakistanischen Vaters und einer polnischen Mutter. Sie hat einen jüngeren Bruder. Farooq wuchs im Bezirk Wilmersdorf von Berlin auf, besuchte das dortige humanistische Goethe-Gymnasium und schloss mit dem Abitur ab. Farooq begann mit der Schauspielerei im Alter von vierzehn Jahren. Sie gibt an, neben Deutsch fließend Polnisch und Englisch zu sprechen, außerdem machte sie laut ihrer Agentur das große Latinum und das Graecum.
Ihr Privatleben hält Farooq weitgehend aus dem medialen Fokus.

## Karriere
Ab 2006 hatte Farooq erste Gast- und Nebenrollen als Schauspielerin im Fernsehen sowie in Kurzfilmen. Ab Ende der 2000er Jahre trat sie in Werbespots auf. Ab Anfang der 2010er Jahre übernahm sie zudem einige Aufträge als Synchronsprecherin und moderierte mehrere digitale Formate, die sich mit dem Thema Kriminalität und Geschichte beschäftigten.

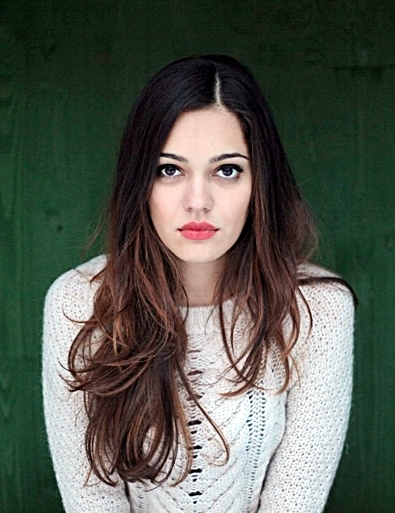
Nilam Farooq (2013)

Von 2013 bis 2019 war Farooq regelmäßig in der Fernsehserie SOKO Leipzig als Kommissarin Olivia Fareedi zu sehen. Des Weiteren spielte sie seither Rollen in diversen TV-Filmen und Reihen, zum Beispiel im Tatort – Roomservice oder dem Polizeiruf 110: Grenzgänger.
Seit 2015 spielte sie Rollen in Mein Blind Date mit dem Leben, Karoline Herfurths Sweethearts, dem Horrorfilm Heilstätten oder David Dietls Rate Your Date. Im Jahr 2019 sprach sie die Hauptrolle der Yi im Animationsfilm Everest – Ein Yeti will hoch hinaus.
Im Sommer 2019 spielte Farooq neben Christoph Maria Herbst unter der Regie von Sönke Wortmann die Hauptrolle in der gesellschaftskritischen Komödie Contra, einem Remake des französischen Originals Die brillante Mademoiselle Neïla. Im Oktober 2021 verkörperte sie die Rolle der Janina im deutschen Netflixfilm Du Sie Er & Wir.
Für ihre Darstellung der Betty in Heilstätten gewann Farooq 2019 den Jupiter Award als Beste Darstellerin national. Für ihre Rolle in Contra erhielt sie 2021 den Bayerischen Filmpreis als beste weibliche Darstellerin. Im August 2022 wurde sie gemeinsam mit Christoph Maria Herbst mit dem Ernst-Lubitsch-Preis ausgezeichnet.
Vom 2. August bis 6. September 2022 war sie Kandidatin in der 4. Staffel der TV-Sendung Wer stiehlt mir die Show? und moderierte das Staffelfinale der Show.
Im November 2022 war sie Laudatorin für die International Emmy Awards.
Im Jahr 2023 war sie Teilnehmerin in den Sendungen Das Duell um die Welt – Team Joko gegen Team Klaas und Schlag den Star, in der sie im Juni 2023 gegen Rebecca Mir gewann und 100.000 € erhielt.
Farooq lebt in Berlin.

### YouTube-Kanal
Von Oktober 2010 bis Ende 2017 bespielte sie ihren YouTube-Kanal daaruum – zwischenzeitlich umbenannt zu Nilam – und veröffentlichte dort einen Video-Blog (VLog) zu autobiographischen Themen wie Reisen und Lifestyle.
2011 gewann Farooq den Google-Nachwuchswettbewerb „Next Up“. 2013 wurde sie im Rahmen des Videodays mit dem PlayAward für den Bereich Beauty, Lifestyle, Fashion ausgezeichnet. Ihr VLog, der ab 2016 den Namen Nilam trug, gehörte zeitweise zu den 50 meistabonnierten deutschsprachigen Kanälen. Sie war zeitweilig die erfolgreichste YouTuberin Deutschlands.
Seit Ende 2017 ist sie nicht mehr als Videobloggerin aktiv.

## Filmografie (Auswahl)

### Film und Fernsehen
- 2007: Alle lieben Jimmy (Fernsehserie)
- 2007: Türk Rulet (Kurzfilm)
- 2008: Adem’s Sohn (Kurzfilm)
- 2008: Stiller Frühling (Kurzfilm)
- 2009: Bella Block: Vorsehung (Fernsehfilm)
- 2010: Kommissar Stolberg (Fernsehserie, Folge Bei Anruf Mord)
- 2010: Suzan (Kurzfilm)
- 2010: Danni Lowinski (Fernsehserie, Folge Selbstbestimmung)
- 2010: Tintenfischwolken (Kurzfilm)
- 2011: Der Alte (Fernsehserie, Folge Tödliche Ermittlung)
- 2011: George 90° (Kurzfilm)
- 2013: Der Passagier (Kurzfilm)
- 2013–2019: SOKO Leipzig (Fernsehserie, 94 Folgen)
- 2014: Die Briefe meiner Mutter (Fernsehfilm)
- 2015: Tatort – Roomservice (Fernsehfilm)
- 2015: Polizeiruf 110 – Grenzgänger (Fernsehfilm)
- 2016: Mitten in Deutschland: NSU (Fernsehfilm)
- 2016: Allein gegen die Zeit – Der Film
- 2017: Mein Blind Date mit dem Leben
- 2018: Heilstätten
- 2018: Verpiss dich, Schneewittchen!
- 2019: Rate Your Date
- 2019: Sweethearts
- 2020: Contra
- 2021: 8 Zeugen (Miniserie)
- 2021: Du Sie Er & Wir
- 2021: Kroymann (Satiresendung, 1 Folge)
- 2022: Eingeschlossene Gesellschaft
- 2022: Freibad
- 2022: Beule – Zerlegt die Welt
- 2023: jerks. (Fernsehserie, 2 Folgen)
- 2023: Manta Manta – Zwoter Teil
- 2023: Ponyherz – Wild und Frei
- 2023: Early Birds
- 2023: Trauzeugen
- 2023: 791 km
- 2024: Home Sweet Home – Wo das Böse wohnt
- 2024: Das Signal (Fernsehserie, Netflix)
- 2024: Wo wir sind, ist oben (Miniserie)
- 2024: Where’s Wanda? (Fernsehserie)

### Fernsehshows
- 2021: Aspekte
- 2021: Riverboat
- 2021–2022: Buchstaben Battle (verschiedene Folgen)
- 2022: Kölner Treff
- 2022: Wer weiß denn sowas?
- 2022: DAS!
- 2022: Blamieren oder Kassieren XL
- 2022: NDR Talk Show
- 2022: Wer stiehlt mir die Show (6 Folgen)
- 2022: Joko & Klaas gegen ProSieben
- 2023: Klein gegen Groß – Das unglaubliche Duell
- 2023: Quizduell
- 2023: That’s My Jam mit Bill & Tom Kaulitz
- 2023: Schlag den Star (Ausgabe 76)
- 2023: Das große Menschenraten
- 2023: Das Duell um die Welt – Team Joko gegen Team Klaas
- 2024: Das Duell um die Geld

### Werbung
- 2009: Telekom „Grenzen gab es gestern“
- 2012: Lebe VIVA
- 2018: Wix.com

### Musikvideos
- 2011: Dominik Büchele – Hazel Eyes

### Synchronsprecherin
- 2010: Berliner Morgenpost: Kinderkram
- 2010: Upperdog – Rolle: Yanne
- 2011: Royal Pains – Rolle: Anna
- 2013: Quellen des Lebens – Rolle: Laura
- 2019: Everest – Ein Yeti will hoch hinaus – Rolle: Yi (Original: Chloe Bennet)
- 2022: Batman unter Toten – Rolle: Renee Montoya
- 2023: Teenage Mutant Ninja Turtles: Mutant Mayhem – Rolle: Cynthia Utrom (Original: Maya Rudolph)
- 2023: Marvels Wastelanders: Black Widow – Rolle: Samantha Sugarman

## Auszeichnungen
- 2018: nominiert Young Icons Award – Actress/Actor für Mein Blind Date mit dem Leben[25]
- 2019: Jupiter Award – Beste Darstellerin national für Heilstätten[15]
- 2020: Bayerischer Filmpreis – Beste Darstellerin für Contra
- 2022: Ernst-Lubitsch-Preis für Contra (gemeinsam mit Christoph Maria Herbst)